# Hell’s Kitchen (Manhattan)

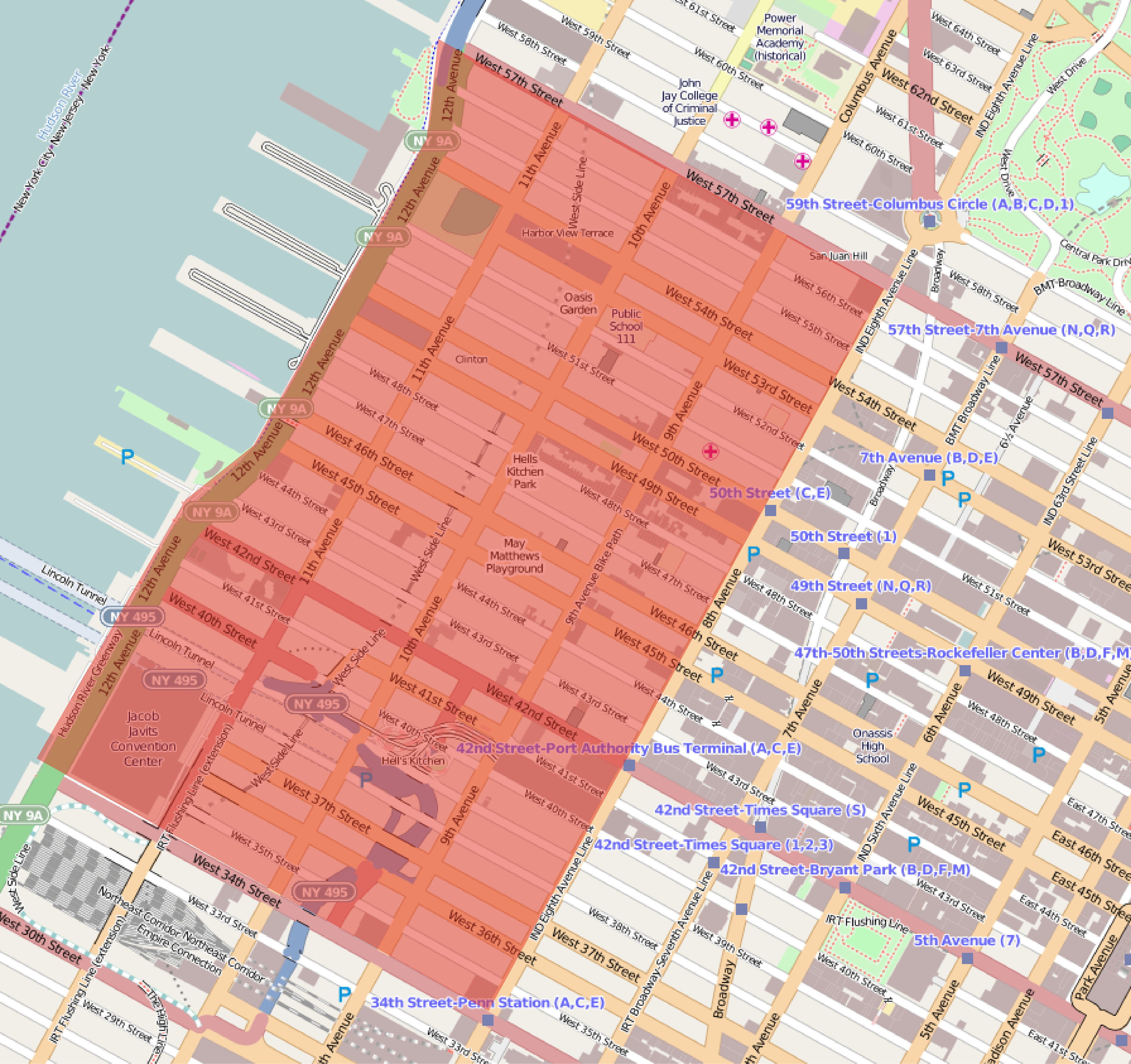
Lage von Hell’s Kitchen in Manhattan

Hell’s Kitchen (auch Clinton oder Midtown West) ist ein Stadtteil im Stadtbezirk Manhattan in New York City. Hell’s Kitchen liegt zwischen der 34th Street und der 59th Street und zwischen der Eighth Avenue und dem Hudson River. Innerhalb dieser Begrenzung lebten 2020 laut United States Census 74.392 Menschen. Im vom New York City Department for the Aging angegebenen Bereich „Clinton“ (MN15), das nicht ganz Hell’s Kitchen umfasst, sind es 49.758 Einwohner.

## Geographie

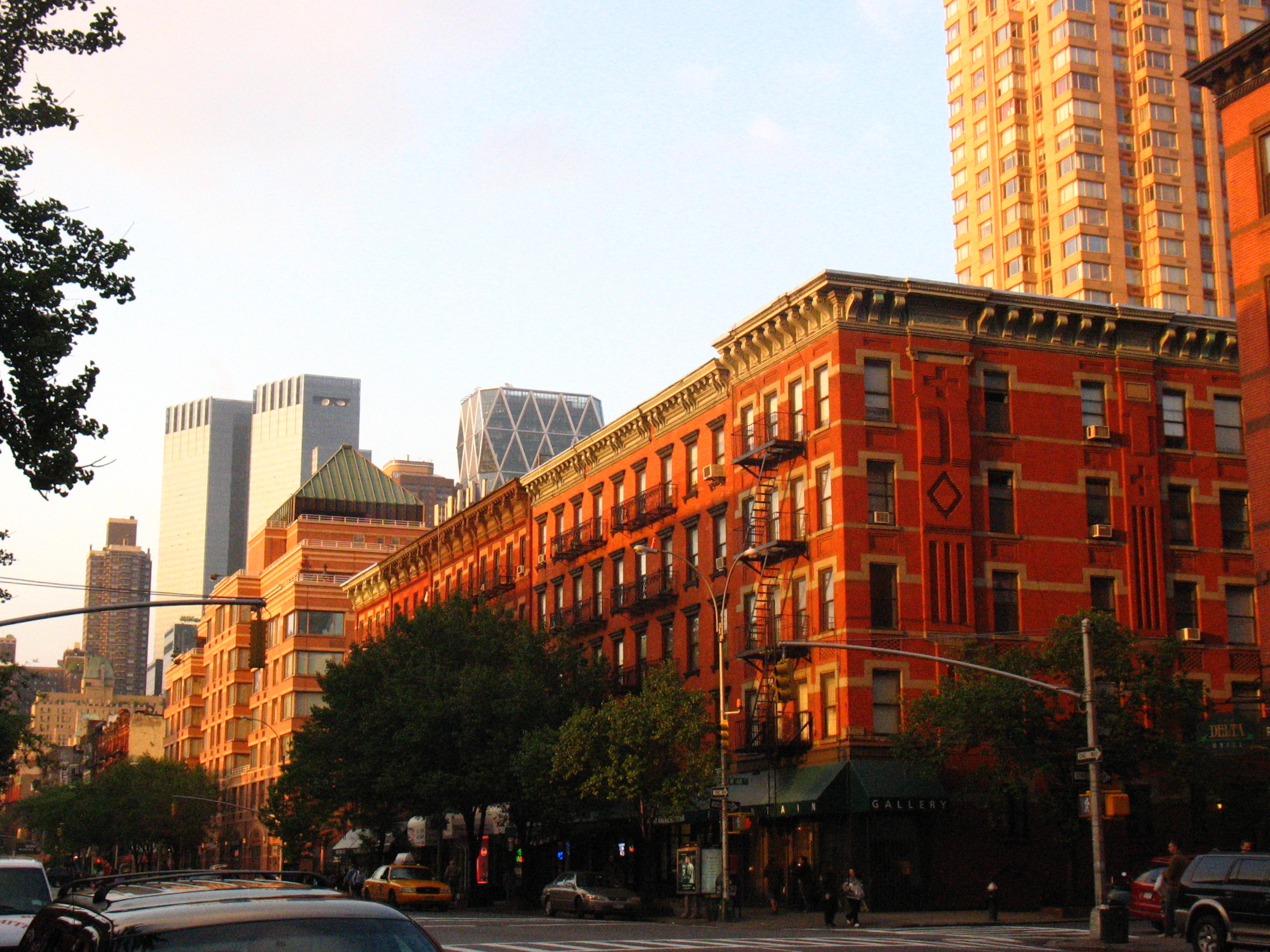
Ninth Avenue mit Blick auf das Time Warner Center und den Hearst Tower

Hell’s Kitchen liegt auf der West Side von Manhattan. Den Süden, auch „South Hell’s Kitchen“ genannt, nimmt die nördliche Hälfte des 2005 neu ausgewiesenen Stadtviertels Hudson Yards und der westliche Teil des Garment Districts ein. Im Westen befinden sich der Hudson River mit einer Reihe von Piers, der Hudson River Park und der West Side Highway. Benachbarte Stadtteile sind Upper West Side im Norden, Midtown Manhattan im Osten und Chelsea im Süden. Nordöstlich des Viertels liegt der Columbus Circle. Entlang der Eighth Avenue stehen markante Wolkenkratzer wie Hearst Tower, Central Park Place und One Worldwide Plaza sowie das bekannte Hotel „New Yorker“ (Wyndham New Yorker Hotel). Zwischen der 40th und 42nd Street befindet sich das Port Authority Bus Terminal. Im Südwesten liegt am Hudson das Kongresszentrum Javits Center. Hell’s Kitchen ist Teil des Manhattan Community Districts 4 und gehört zu den Bezirken 10, Midtown North und Midtown South des New Yorker Polizeidepartements.

## Namen
Der Name Clinton erinnert an den früheren Gouverneur DeWitt Clinton, nach dem ein Park im Viertel benannt ist. Midtown West hingegen wird vom benachbarten Geschäftsbezirk Midtown abgeleitet.
Der Name Hell’s Kitchen bedeutet übersetzt: „Küche der Hölle“, auf Deutsch übertragen: „Teufels Küche“. Die Herkunft des Namens ist umstritten. Sie könnte auf Umstände hinweisen, unter denen die irischen Einwanderer im 19. Jahrhundert dort lebten. Er könnte aber auch von einem Slum in London abgeleitet worden sein. Oder der Name könnte von einer Gang stammen, die damals dort auftrat. Ein anderer möglicher Ursprung des Namens wird auch im Roman Sleepers erwähnt: In der Gegend soll einmal eine deutschstämmige Familie namens Heil gelebt haben, die dort ein Restaurant mit dem Namen Heil’s Kitchen betrieben habe. Aus Heil’s Kitchen soll dann mit der Zeit Hell’s Kitchen geworden sein. In der Krimi-Drama-Serie CSI: New York wird der Name auf die hohe Kriminalitätsrate sowie die vielen Gang-Aktivitäten und Bandenkriege im Viertel während des 20. Jahrhunderts (bis in die 1980er Jahre hinein) zurückgeführt. Die Rede ist von folgender Legende: „Ein erfahrener Cop und sein junger Kollege sehen sich einen Tumult an. Der Jüngere sagt: ‚Das Viertel ist die reinste Hölle!‘ Worauf der Ältere erwidert: ‚In der Hölle herrscht noch ein vergleichsweise mildes Klima. Das hier ist die Höllenküche.‘“ Heute wird in New York eher der Name Clinton verwendet.

## Geschichte

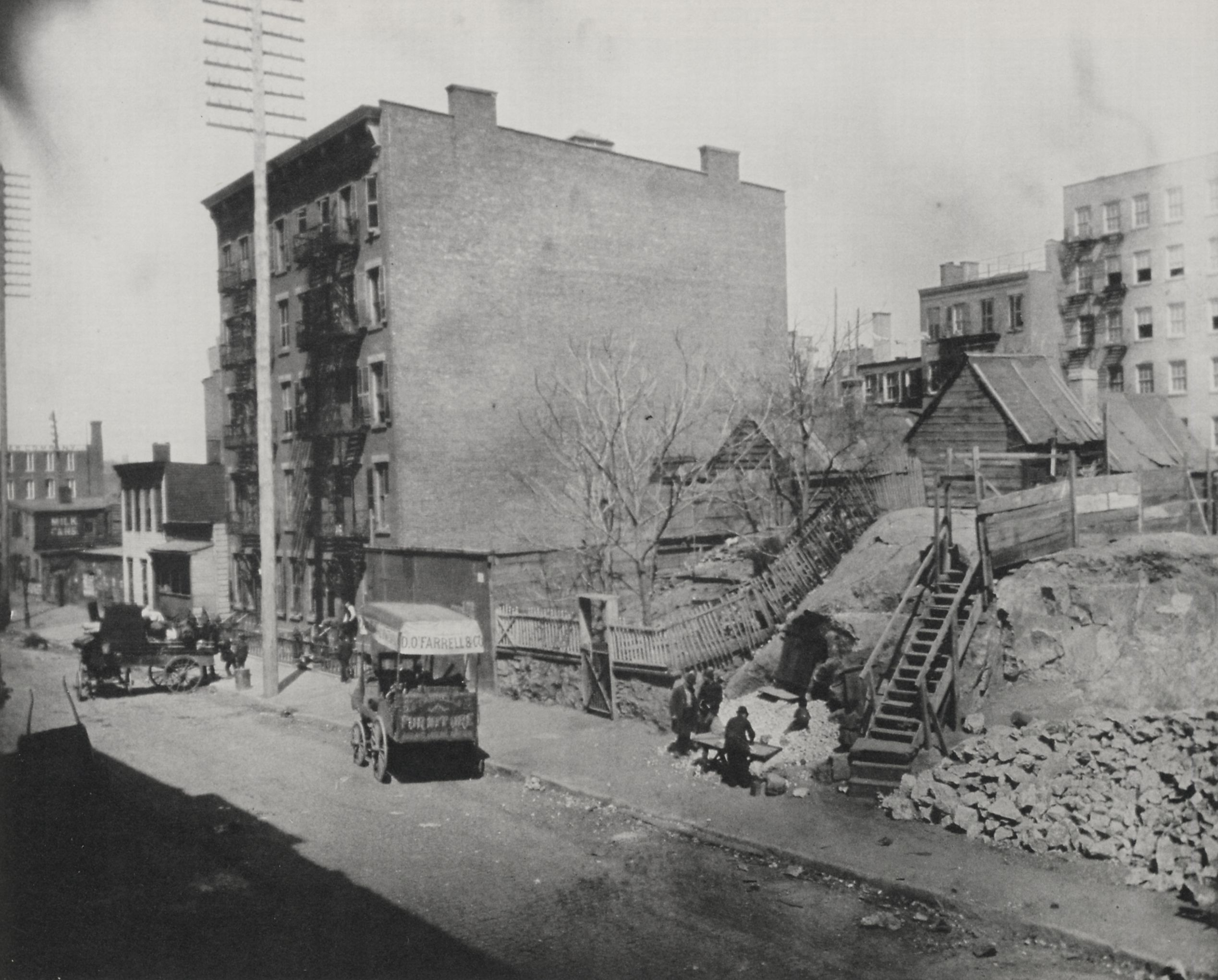
Hell’s Kitchen ca. 1890

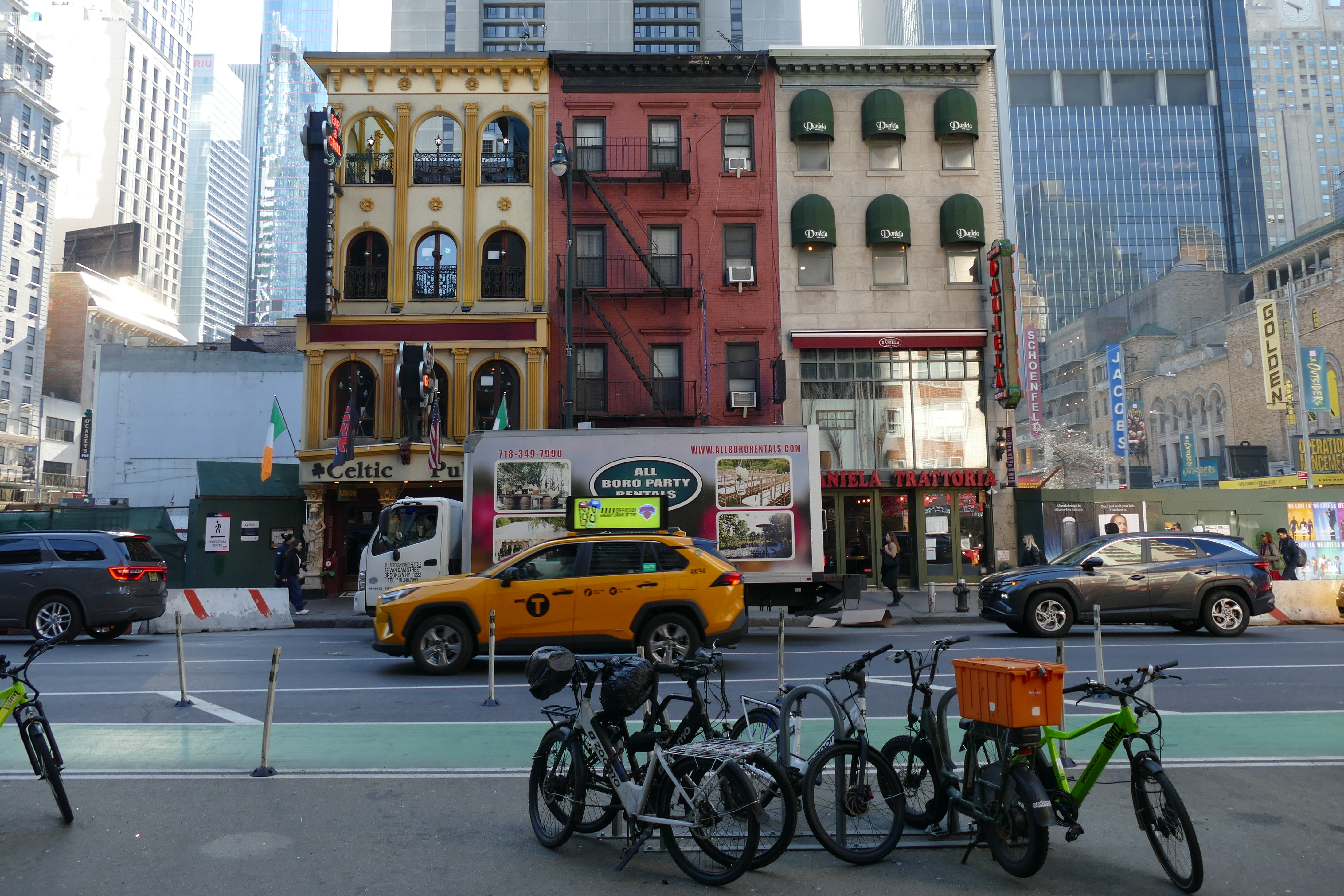
Ein typisches älteres Gebäude an der 8th Avenue inmitten modernerer Wolkenkratzer mit einem Irish Pub und einer italienischen Trattoria (2025)

Die große Hungersnot in Irland Mitte des 19. Jahrhunderts führte zu einer Massenauswanderung von Iren in die USA. Diese siedelten sich in Armenvierteln, Slums und nicht genehmigten Siedlungen in der Peripherie der Großstädte an. Nach dem Amerikanischen Bürgerkrieg (1861–1865) gab es einen weiteren Bevölkerungsschub. Da es an staatlicher Ordnung fehlte, schlossen sich Einwohner in Banden und Gangs zusammen. Eine der mächtigsten war Anfang des zwanzigsten Jahrhunderts die brutale Gopher Gang, die erst von One Lung Curran und später Owney Madden geführt wurde. In den 1920er Jahren eskalierte die Gewalt. Vor allem der Wettbewerb im illegalen Alkoholgeschäft während der Prohibition führte zu erbitterten Kämpfen und tödlicher Gewalt. Owney Madden konnte sich in diesen Kämpfen durchsetzen und wurde einer der gefürchtetsten Gangster der Stadt.
Nach der Einführung der Containerschiffe folgte der Niedergang der West Side-Piers. Etliche Einwohner wurden arbeitslos und rutschten ins soziale Elend ab, die Konstruktion und Fertigstellung des Lincoln-Tunnels hatte ebenfalls negative Folgen für den Stadtteil.
Von 1965 bis 1988 hatte die irische Bande The Westies, die in den 1970er Jahren eine Allianz mit der mächtigen italoamerikanischen Mafiabande Gambino-Familie einging, großen Einfluss im Stadtteil. Durch die Einführung des RICO-Gesetzes und die Verurteilung ihrer Anführer endete die große Zeit dieser Verbrecherbande Mitte der 1980er Jahre. Heute ist Hell’s Kitchen nicht mehr nur durch die irischstämmige Arbeiterklasse geprägt. Im Zuge der Gentrifizierung sind Amerikaner mit anderen ethnischen Hintergründen und Studenten in den letzten Jahrzehnten hinzugezogen.

## Vorkommen in Kultur und Fiktion
- Die Marvel-Comics-Figuren Daredevil, Jessica Jones, Luke Cage und Iron Fist stammen aus Hell’s Kitchen.
- Gail Wynand, einer der Protagonisten in Ayn Rands Roman Der ewige Quell stammt ebenfalls aus Hell’s Kitchen.
- In der Folge „Der Ausreisser“ (2. November 1972) der US-Fernsehserie Die Waltons stammt die Hauptfigur Gino, ein verwilderter Waisenknabe und Dieb, aus Hell’s Kitchen.
- Der Film Sleepers (1996) ist in Hell’s Kitchen angesiedelt.
- Teile des Computerspiels Deus Ex spielen in Hell’s Kitchen.
- Im Vorhof der Hölle (1990) ist ein Film mit Sean Penn, der in Hell’s Kitchen spielt.
- Hell’s Kitchen – Vorhof zur Hölle (1998) ist ein Film von Tony Cinciripini.
- Der Film Bringing Out the Dead – Nächte der Erinnerung (1999) ist in Hell’s Kitchen angesiedelt.
- In dem Videospiel Der Pate ist Hell’s Kitchen einer der fünf Bezirke, in denen sich der Spieler frei bewegen kann.
- „Hell’s Kitchen“ ist der Name eines Instrumentaltitels der New Yorker Progressive-Metal-Band Dream Theater.
- In dem Roman American Psycho des US-amerikanischen Autors Bret Easton Ellis verwendet die Hauptperson Patrick Bateman ein Apartment in dem Stadtteil Hell’s Kitchen zur Aufbewahrung und Beseitigung seiner Opfer.
- Die Fernsehserie The Black Donnellys, die eine Geschichte um die irische Mafia erzählt, spielt in Hell’s Kitchen.
- In dem Videospiel Tom Clancy’s The Division ist Hell’s Kitchen Teil des Spielgebiets.
- In dem Videospiel Marvel’s Spider-Man ist Hell’s Kitchen ein Teil des Spielgebietes.
- Der Film The Kitchen von 2019 spielt in Hell’s Kitchen 1978.
- Der Krimi-Autor Jeffery Deaver veröffentlichte 2001 einen Thriller mit dem Namen Hell’s Kitchen (Titel der deutschen Übersetzung: Feuerzeit), der in ebendieser Gegend spielt.
- Die titelgebende Protagonistin aus Die sieben Männer der Evelyn Hugo (2017) von Taylor Jenkins Reid stammt aus Hell’s Kitchen.[9]
- Das Jukebox-Musical Hell’s Kitchen mit Musik von Alicia Keys behandelt deren fiktionalisierte Jugend im und um den sozialen Wohnungsbau Manhattan Plaza in Hell’s Kitchen.[10]

## Personen aus Hell’s Kitchen
Die Sängerin Alicia Keys, der Eishockeyspieler Joe Mullen, die Schauspieler James Cagney, George Raft, Timothée Chalamet, Sylvester Stallone, Josh Peck und Robert De Niro sowie die Schriftsteller Lorenzo Carcaterra und Benjamin Appel stammen aus Hell’s Kitchen. Berühmte Gangster, die aus Hell’s Kitchen stammen bzw. dort tätig waren, sind: Bill Dwyer, Owney Madden, Vincent „Mad Dog“ Coll, Eddie McGrath, Mickey Spillane, Edward Cummiskey, Tom Devaney, James Coonan und Mickey Featherstone.
In Hell’s Kitchen befand sich für einige Jahre nach 2001 der Hauptsitz der Church of Satan, die als „Hell’s Kitchen Productions, Inc.“ firmiert.